# Pseudanaesthetis nigripennis
Pseudanaesthetis nigripennis är en skalbaggsart som beskrevs av Stephan von Breuning 1940. Pseudanaesthetis nigripennis ingår i släktet Pseudanaesthetis och familjen långhorningar.
Artens utbredningsområde är Myanmar. Inga underarter finns listade i Catalogue of Life.